# اصغرآباد، بیله‌سوار
اصغرآباد، بیله‌سوار (به لاتین: Əsgərabad) یک منطقهٔ مسکونی در جمهوری آذربایجان است که در شهرستان بیله‌سوار (جمهوری آذربایجان) واقع شده‌است. اصغرآباد ۳٬۶۲۴ نفر جمعیت دارد.